# مدين (بعدان)

تعديل مصدري - تعديل

مدين هي إحدى قرى عزلة المنار بمديرية بعدان التابعة لمحافظة إب، بلغ تعداد سكانها 302 نسمة حسب تعداد اليمن لعام 2004.